# Papillaria borchgrevinkii
Papillaria borchgrevinkii là một loài Rêu trong họ Meteoriaceae. Loài này được Kiaer ex Müll. Hal. mô tả khoa học đầu tiên năm 1890.